# Joseph Emanuel Weiser

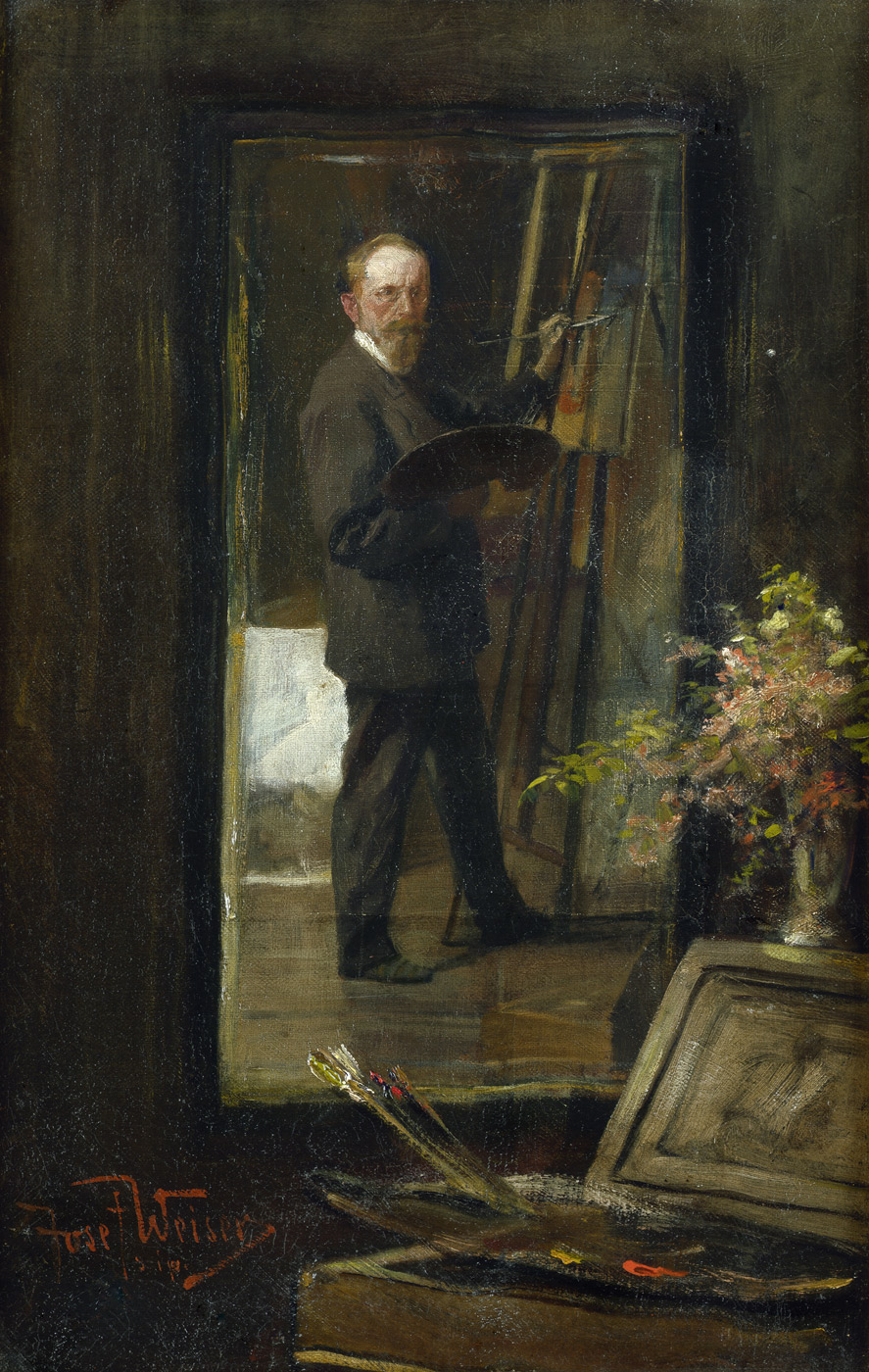
Joseph Weiser: Selbstbildnis an der Staffelei

Joseph Emanuel Weiser (* 10. Mai 1847 in Patschkau in Schlesien; † 16. April 1911 in München) war ein deutscher Maler.
Weiser bildete sich unter Wilhelm von Diez an der Münchener Akademie, machte Studienreisen durch Österreich, Deutschland und Italien und ließ sich dann in München nieder, wo er zumeist Genrebilder aus dem 17. und 18. Jahrhundert malte, die sich durch lebendige Auffassung, geistvolle Charakteristik und eine glänzende, pikante Färbung auszeichneten.

## Genrebilder
Seine Hauptwerke dieser Art sind:
- Freigesprochen
- Verteidigung eines Klosters durch Adlige und Mönche
- Volkstheater im 18. Jahrhundert
- Unterbrochenes Tabakskollegium
- Hochzeit
- Fröhliche Zeit
- Die Nichten des Kardinals
- Der Lautenschläger

## Kolossalgemälde

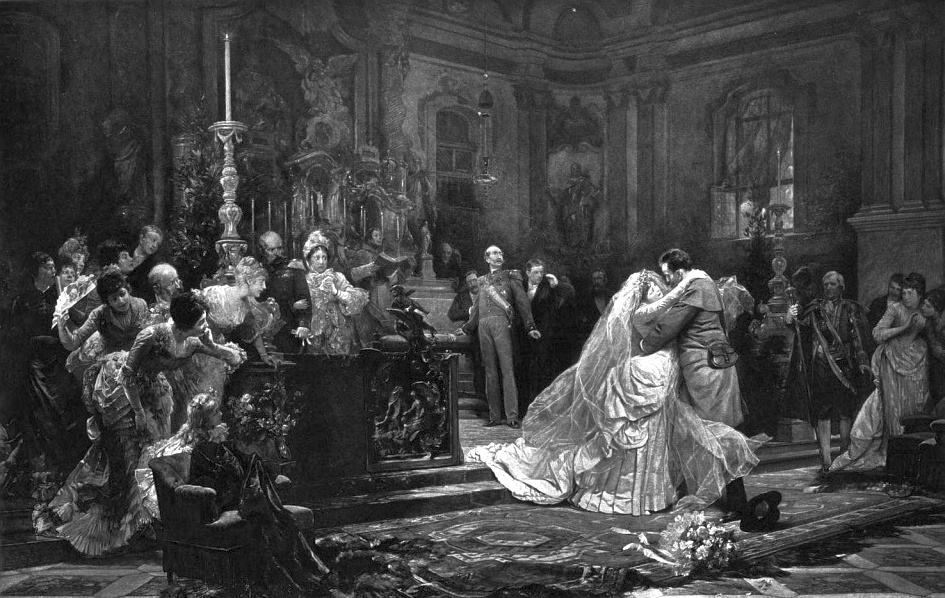
Die unterbrochene Trauung

1888 machte er einen Versuch in der Malerei großen Stils, indem er eine dramatische Szene aus der modernen Gesellschaft darstellte: das Kolossalgemälde Die unterbrochene Trauung, welches im Glaspalast ausgestellt wurde, zeigt eine unterbrochene Trauung in einer prunkvollen Kirche des Barockstils in lebensgroßen Figuren.